# Motolice žlučová
Motolice žlučová (Clonorchis sinensis Loos, 1907) je trojhostitelská motolice parazitující v játrech člověka, prasete, šelem a potkanů. Je endemická na Dálném východě, kde infikuje odhadem 7 miliónů osob, v riziku je 260 miliónů lidí. Onemocnění způsobené touto motolicí se nazývá klonorchióza. Infekce touto motolicí má prokazatelný karcinogenní účinek na epitel žlučovodů a může vést ke vzniku nádorů žlučovodů (cholangiokarcinom). Proto byl druh v roce 2009 přiřazen k seznamu karcinogenů biologické povahy první kategorie.

## Popis

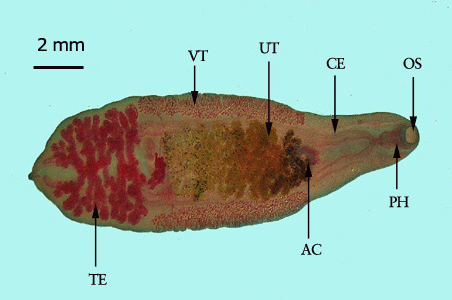
Dospělec motolice žlučové

Dospělá motolice má ploché, průsvitné, narůžovělé tělo a je dlouhá 10-25 mm. Přední konec je ostrý, zadní širší a zakulacený, ústní přísavka je větší než břišní. Je to hermafrodit, uvnitř těla se nacházejí laločnatá varlata (v zadní části) i vaječník (ve středu těla). Žije ve žlučovodech, vzácně i ve žlučníku nebo v pankreatických vývodech, zde se živí sekrety sliznice a může se dožít 15-20 let.

## Vývojový cyklus
Jediná motolice může denně vyprodukovat až 4000 vajíček, které jsou společně se žlučí vyloučena do střeva a odcházejí společně s výkaly do vnějšího prostředí. Tam jsou pozřena prvním mezihostitelem, kterým je vodní plž, především druh Parafossarulus manchouricus, který je v Číně, Japonsku a Koreji hojný a vnímavý k nákaze. Dále se jako mezihostitel uplatňuje bahnivka Bithynia fuchsiana, a někteří plži z čeledi piskořkovití Thiaridae.[zdroj?]
Ve střevě plže se z vajíčka uvolňuje obrvená larva, miracidium, které aktivně pronikají do tkání plže a už po čtyřech hodinách se mění na sporocystu, která dozrává v periintestinálních lymfatických sinusech, nepohlavně se množí a následně uvolňuje redie, které dozrávají v hepatopankreatu plže. Každá redie dává vzniknout 6-9 cerkariím, které dozrávají v trávicím traktu a uvolňují se do vnějšího prostředí. Denně se může z jediného plže vyloučit až 800 cerkarií.

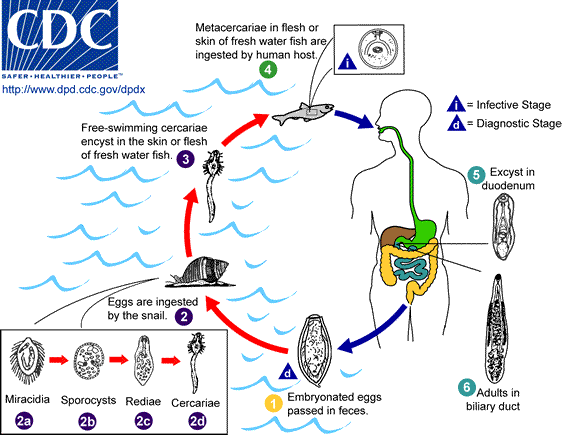
Vývojový cyklus Clonorchis sinensis

Cerkarie motolice žlučové mají oválné tělo o velikosti 250-275 x 60-90 μm a jsou kryté řadami pravidelně uspořádaných trnů. Ocásek je dlouhý 650-750 μm. Volně se pohybují ve vodě a vyhledávají dalšího mezihostitele, sladkovodní rybu. Nenaleznou-li hostitele do 48 hodin, hynou.
Druhým mezihostitelem jsou hlavně kaprovité ryby, nákaza se však vyskytuje u 113 druhů ryb ze 13 čeledí..
V Číně je mezihostitelem motolice na 70 druhů ryb, především velké a ekonomicky významné druhy, jako je amur bílý, amur černý, tolstolobik bílý, hrouzek, kapr, jelec amurský a mnoho dalších. Vysoce vnímavá je střevlička východní (Pseudorasbora parva). Cerkarie při průniku do ryby ztrácí ocásek a po 23-25 dnech se přemění v metacerkariovou cystu, která je uložena nejčastěji ve svalovině a podkožním vazivu ryby. Metacerkarie nesnášejí vyschnutí a při teplotě 65 °C odumírají za 3 minuty, při teplotě 3-6 °C ale přežívají až 40 dní..
Definitivní hostitel se nakazí pozřením tepelně neupraveného rybího masa. Vysoká infikovanost lidí v některých oblastech souvisí s konzumací řízků ze syrových ryb namáčených do octa, pepřové či sójové omáčky, společně s chovem ryb a pěstování vodní zeleniny hnojené lidskými či prasečími výkaly. Dalšími definitivními hostiteli se stávají psi, kočky, lasice, jezevci, prasata a potkani.